# Јанко Кецман
Јанко Кецман (Бунара, 19. фебруар 1960) је пуковник Војске Републике Српске.

## Биографија
Ваздухопловну средњу војну школу завршио је 1979. у Мостару, Ваздухопловну војну академију 1982. у Задру, а Командно-штабну академију РВиПВО 1997. у Београду. У ЈНА је службовао у Загребу, а службу је завршио као пилот хеликоптера, у чину капетана. Избијањем сукоба у Хрватској придружује се хеликоптерској ескадрили Милиције Крајине, познатој као 56. мјешовита хеликоптерска ескадриле. Као припадник 56. мхе учествовао је у Операцији Коридор и до краја 1992 и у свим важнијим борбама ВРС и другим задацима као пилот на хеликоптеру Газела. Овом ескадрилом је командовао у периоду 1992.-1993. По формирању 105. ваздухопловна бригада РВ и ПВО СВК био је први командир 728. мјешовите хеликоптерске ескадриле. У ВРС је био од дана њеног формирања. Обављао је дужности пилота, референта за технику пилотирања на хеликоптерима, референта за безбједност летења у мјешовитој авијацијској бригади и начелника одсјека у Команди ВиПВО. Активна служба престала му је 28. фебруара 2002. У ЈНА је одликован Медаљом за војне заслуге, а у ВРС Орденом Милоша Обилића.